# Explosion of a Motor Car
Explosion of a Motor Car è un cortometraggio muto del 1900 diretto da Cecil M. Hepworth.

## Trama
In una strada di campagna giunge un'automobile con a bordo quattro persone. La macchina, a un certo punto, esplode in un'enorme nuvola di fumo. Sul luogo del disastro arriva un poliziotto che, armato di taccuino, comincia a prendere delle note mentre dall'alto cadono i pezzi degli occupanti: un braccio, una gamba ... tutta la strada, in poco tempo, è piena dei frammenti dell'auto esplosa mentre l'agente finisce di annotare i suoi appunti.

## Produzione
Il film fu prodotto dalla Hepworth.

## Distribuzione
Distribuito dalla Hepworth, il film - un cortometraggio della durata di un minuto - uscì nelle sale cinematografiche britanniche nel luglio 1900. Venne distribuito anche negli Stati Uniti nel luglio 1902 dalla Kleine Optical Company e dalla Selig Polyscope Company dove vennero usati i titoli Explosion of an Automobile o The Delights of Automobiling.
La pellicola è stata masterizzata e distribuita in DVD dalla Kino Video in The Movies Begin (1894-1913), un'antologia in tre volumi. Nel terzo, Experimentation and Discovery, oltre ad altri cortometraggi francesi, britannici e statunitensi, viene presentata una serie di cinque film prodotti dalla Hepworth (How It Feels to Be Run Over (1900), Explosion of a Motor Car (1900), Rescued by Rover (1905), The Other Side of the Hedge (1904) e That Fatal Sneeze del 1907).